# Ichneumon curvus
Ichneumon curvus är en stekelart som beskrevs av Müller 1776. Ichneumon curvus ingår i släktet Ichneumon och familjen brokparasitsteklar. Inga underarter finns listade i Catalogue of Life.